# JAKQ Dengekitai
JAKQ Dengekitai (jap. ジャッカー電撃隊 Jakkā Dengekitai; wymawiane dżakka) – japoński serial z gatunku tokusatsu z roku 1977. Jest drugim serialem z sagi Super Sentai jak i ostatnim stworzonym przez Shōtarō Ishinomoriego. Nie był aż tak popularny jak poprzedni Himitsu Sentai Goranger, wyemitowano zaledwie 35 odcinków JAKQ.
Podobnie jak Goranger, JAKQ zostało uznane za Super Sentai w 1996 roku. Pierwszym Sentai z przedrostkiem „Super” był natomiast następca JAKQ – Battle Fever J. JAKQ jest do tej pory jedynym Sentai, który rozpoczyna się z parzystą liczbą wojowników. Pomimo że w pierwszym odcinku Abaranger pojawiają się czterej wojownicy, tylko trójka z nich jest w stanie walczyć, zaś czwarty odzyskuje moce kilka odcinków później. Jest to także pierwszy Sentai z wojownikiem, który dochodzi do drużyny podczas akcji serialu.

## Fabuła
Terrorysta zwany Żelaznym Szponem jest przywódcą organizacji kryminalnej o nazwie CRIME, która za pomocą robotów i sporej liczby żołnierzy, chce zostać najsilniejszą mafią świata i w końcu go podbić. Tymczasem Interpol tworzy organizację ISSIS – instytut, który wykorzystuje zdobycze technologii do walki z przestępczością. Szef tokijskiego oddziału ISSIS – Daisuke Kujirai (zwany „Dżoker”) prosi przełożonych o zgodę na dokonanie eksperymentu – przemianie grupki ludzi w cyborgi do walki z CRIME. Dżoker operuje czwórkę młodych ludzi i wszczepia im różne źródła zasilania. Czwórka staje do walki z CRIME jako JAKQ. Po jakimś czasie do drużyny dołącza nowy wojownik i przejmuje dowodzenie.

## JAKQ
Nazwa „JAKQ” pochodzi od angielskich słów oznaczających figury karciane (Jack, Ace, King, Queen – Walet, As, Król, Dama). Pierwsza czwórka stosowała technikę JAKQ Covack do niszczenia potworów, dopóki Wielka Jedynka nie dodał armaty Big Bomber do arsenału. As, Walet, Dama i Król potrzebują do przemiany specjalnych kapsuł, noszą na plecach krótkie, żółte peleryny. Wszyscy wojownicy pojawili się Kaizoku Sentai Goukaiger, gdzie odparli pierwszy atak Zangyacków na Ziemię. Spotkali się z Gorangerami w filmie JAKQ vs. Goranger.
- Gorō Sakurai (jap. 桜井 五郎 Sakurai Gorō) / As Pik (jap. スペードエース Supēdo Ēsu; Spade Ace) – czerwony wojownik. 24-letni pentatlonista, któremu Dżoker złożył ofertę przyłączenia się do JAKQ. Gorou na początku odmówił, jednak gdy zobaczył wypadek Karen, zdecydował się na dołączenie do drużyny jako lider. Żywi uczucia do Karen, pod koniec serii przemieniają się one w romans. Pełnił funkcję lidera JAKQ do 23 odcinka, w którym na tym stanowisku zastąpił go ich nowy przełożony – Sōkichi Banba. As Pik jest zasilany energią jądrową, może używać broni zwanej Spade Arts, która funkcjonuje jako łuk, lina i kij jednocześnie. Jego pojazdem jest Spade Machine – przerobiony Fiat X1/9. As Pik pojawił się w Gaoranger vs. Super Sentai, gdzie on i pozostałych 23 czerwonych wojowników pomaga Gaorangerom w pokonaniu Rakushaasy.
- Ryū Higashi (jap. 東 竜 Higashi Ryū) / Walet Karo (jap. ダイヤジャック Daiya Jakku; Dia Jack) – niebieski wojownik. Ma 24 lata. Były bokser wagi półśredniej, którego promotorzy z Las Vegas wrobili o zabójstwo, gdy odmówił wzięcia udziału w walce finałowej. Po ekstradycji do Japonii, Ryū dostaje ofertę od Dżokera – jeśli by przyłączył się do JAKQ, jego wyrok zostałby unieważniony i nie poszedłby do więzienia. Ryū skorzystał z propozycji i pomyślnie przeszedł operację. Z charakteru jest lekko narwany, jednak ma silną głowę. Lubi być samotnym wilkiem i walczyć bez niczyjej pomocy. Jako Walet Karo, Ryū jest zasilany energią elektryczną. Jego broń to miecz zwany Dia Sword zaś pojazdem jest Mach Dia – przerobiony bolid Formuły 2.
- Karen Mizuki (jap. カレン 水木) / Dama Kier (jap. ハートクイン Hāto Kuin; Heart Queen) – różowa wojowniczka. Jedyna kobieta w drużynie. W połowie Japonka, w połowie Europejka. Policjantka zajmująca się sprawami narkotyków. Odkryła, że CRIME ma ogromne udziały w przemycie, dlatego postanowiła dołączyć do akcji ISSIS przeciwko CRIME. Po świętowaniu z jej ojcem – byłym policjantem, jadącą taksówkę atakuje grupa żołnierzy CRIME. Kierowca i ojciec Karen giną na miejscu, dziewczyna traci obydwie ręce. Świadkiem tego zajścia był Gorō Sakurai. Karen zostaje operowana przez Dżokera i dołącza do JAKQ. Ma 19 lat. Na koniec serii miała romans z Asem. Jako Dama Kier jest zasilana energia magnetyczną. Posiada wielki magnes w kształcie litery Q o nazwie Heart Cute, który przyciąga do siebie żołnierzy CRIME. Jeździ Heart Buggy – przerobionym Mini.
- Bunta Daichi (jap. 大地 文太 Daichi Bunta) / Król Trefl (jap. クローバーキング Kurōbā Kingu; Clover King) – zielony wojownik. 23-letni oceanograf, który zginął na łodzi podwodnej wskutek braku tlenu. Z Dżokerem spotkał się już wcześniej. Jego zamrożone ciało przekazano Dżokerowi, który natychmiast chciał przywrócić Buntę do życia i zoperował go. Tym samym Bunta zmartwychwstał i dołączył do JAKQ. Początkowo Bunta był poważnym introwertykiem, jednak później zaczyna się otwierać do innych. Lubi bawić się kendamą. Jako Król Trefl jest zasilany przez energię grawitacji. Jego broń stanowi Club Megaton – jedna z jego pięści na łańcuchu. Jeździ ulepszonym motocyklem zwanym Auto Clover.
- Sōkichi Banba (jap. 番場 壮吉 Banba Sōkichi) / Wielka Jedynka (jap. ビッグワン Biggu Wan; Big One) – biały wojownik. Około 28-letni oficer ISSIS, który zastąpił Dżokera w 23 odcinku. Bawidamek i modniś, mistrz przebieranek. Stał się przywódcą i piątym członkiem JAKQ w odcinku 23. Sōkichi ubiera się na biało, nosi ze sobą różdżkę. Jako Wielka Jedynka, Sōkichi jest zasilany przez każdą z 4 enegrii – jądrową, magnetyczną, grawitacyjną i elektryczną. Jego bronią jest Big Rod – ulepszona różdżka. Nie potrzebuje kapsuły do przemiany. Ma długą, czerwoną pelerynę, która umożliwia mu latanie. Pojawił się w Gaoranger vs. Super Sentai gdzie staje się liderem „Drużyny Marzeń” (pozostali to: Czerwony Sokół z Liveman, Go Żółty z GoGoFive, Mega Różowy z Megaranger oraz Ginga Niebieski z Gingaman). Dodatkowo zjawił się w Gokaiger vs. Goseiger, gdzie jest zastępcą dowódcy podczas Bitwy Legend i pomaga Gokaigerom poznać pełny sekret kluczy JAKQ.

### Pomocnicy
- Daisuke „Dżoker” Kujirai – szef japońskiej sekcji ISSIS, chirurg. Przeprowadza operację na 4 młodych ludziach tworząc JAKQ. W odcinku 23 wyrusza do głównej siedziby ISSIS w Nowym Jorku, przekazując dowództwo Sōkichiemu Banbie. Wraca do Japonii w ostatnim odcinku.

### Maszyny
- Sky Ace (スカイエース Sukai Ēsu)
- Jack Tank (ジャックタンク Jakku Tanku)
- Spade Machine (スペードマシン Supēdo Mashin)
- Dia Formula (ダイアフォーミュラ Daiya Fōmyura)
- Heart Buggy (ハートバギー Hāto Bagī)
- Auto Clover (オートクローバー Ōto Kurōbā)

## CRIME
- Organizacja Kryminalna CRIME (jap. 犯罪組織クライム Hanzai Soshiki Kuraimu) to międzynarodowa szajka terrorystów i kryminalistów, która ma za cel bycie najpotężniejszą mafią świata. Jej dowódcą jest cyborg o przydomku Żelazny Szpon.
- Żelazny Szpon (jap. アイアンクロー Aian Kurō) – ojciec chrzestny CRIME, tytułowany „Carem CRIME”. Podobnie jak JAKQ, jest to cyborg. Jego prawa ręka jest mechaniczna, może wystrzeliwać ostrza, a także odłączać się od ciała. Podobnie jak Wielka Jedynka, Żelazny Szpon jest mistrzem przebieranek. Ma formę bojową- super cyborga. Zostaje zniszczony przez JAKQ za pomocą Big Bombera w ostatnim odcinku. Okazuje się, że przeżył. Postanowił użyć czwórki swoich żołnierzy rozsianych po świecie (walczących z innymi japońskimi herosami) by zbombardować 7 światowych mocarstw i zostać Królem Układu Słonecznego. Ostatecznie zostaje on pokonany przez współpracę Gorangerów i JAKQ.
- Shine – sztuczna inteligencja, prawdziwy dowódca CRIME, który pochodzi z innej galaktyki i chce podbić również Ziemię. Zostaje potem zniszczony przez Żelaznego Szpona i JAKQ.
- Wielka Czwórka – pojawiają się w JAKQ vs. Goranger. Czterech despotów, którzy zawiązali pakt z CRIME i wraz z nimi planują zbombardować 7 krajów (USA, Związek Radziecki, Wielką Brytanię, Chiny, Francję, Japonię i RFN). Doprowadziłoby to do całkowitej klęski ISSIS i zdobyciu świata. Walczyli z innymi herosami stworzonymi przez Ishinomoriego. Mogą się połączyć w jednego robota, teoretycznie niezniszczalnego. Zostali w tej formie zniszczeni za pomocą połączonych Big Bombera i Goranger Huraganu.
  - Kapitan UFO (jap. UFO船長 Yūfo Senchō) – jak sama nazwa wskazuje, jest on szefem UFO należącego do CRIME. Mimo że wygląda komicznie, jest on zdolnym naukowcem i strategiem. Walczył w dżungli amazońskiej przeciwko Kamen Riderowi Amazonowi.
  - Baron Żelazna Maska (jap. 鉄面男爵 Tetsu Men Danshaku) – despota terroryzujący Europę, który w jej środkowej części walczył przeciwko Kamen Riderowi V3. Nosi na sobie ciężką, żelazną zbroję.
  - Generał Sahara (jap. サハラ将軍 Sahara Shōgun) – tyran Sahary i Północnej Afryki. Przeciwko niemu w Afryce walczyli Gorangersi, którzy potem wsparli JAKQ w ostatecznym pokonaniu CRIME. Świetnie walczy mieczem, dobry strateg i bezlitosny kryminalista.
  - Piekielny Bokser (jap. 地獄拳士 Jigoku Kenshi) – swoją siłą straszył Mongolię, gdzie walczył przeciwko niemu Kikaider.

## Obsada
- Yoshitaka Tanba – Gorō Sakurai / As Pik
- Heizan Itō – Ryū Higashi / Walet Karo
- Mitchi Love – Karen Mizuki / Dama Kier
- Yūsuke Kazato – Bunta Daichi / Król Trefl
- Hiroshi Tanaka – Daisuke Kujirai
- Hiroshi Miyauchi – Sōkichi Banba / Wielka Jedynka
- Masashi Ishibashi – Żelazny Szpon

### Aktorzy kostiumowi
- Jun'ichi Haruta – As Pik
- Yoshinori Okamoto – As Pik
- Hiromichi Suzuki – Walet Karo
- Minoru Yokohama – Dama Kier
- Hirofumi Koga – Król Trefl
- Yoshinori Okamoto – Wielka Jedynka
- Jun'ichi Haruta – Wielka Jedynka

Źródło:

## Muzyka
Opening
- „J.A.K.Q. Dengekitai” (jap. ジャッカー電撃隊 Jakkā Dengekitai)

Słowa: Shōtarō Ishinomori
Kompozycja i aranżacja: Michiaki Watanabe
Wykonanie: Isao Sasaki oraz Koorogi '73
Ending
- „Itsuka, Hana wa Saku Darō” (jap. いつか、花は咲くだろう)

Słowa: Saburō Yatsude
Kompozycja i aranżacja: Michiaki Watanabe
Wykonanie: Isao Sasaki